# 이구미역
이구미역(일본어: 居組駅)은 일본 효고현 미카타군 신온센정에 있는 서일본 여객철도 산인 본선의 역이다. 예전에는 단선과 섬식의 형태를 겸한 복합 구조였으나, 지금은 단선 승강장 1면 1선의 구조를 지닌 지상역이다.

## 이용 현황
| 연도     | 하루 평균 승차 인원 |
| 2008년도 | 39                  |
| -------- | ------------------- |

## 역 주변
- 이구미 현민 선 비치

## 역사
- 1911년 10월 10일 : 개업.
- 1983년 4월 4일 : 무인역으로 한다.
- 1987년 4월 1일 : 민영화에 의해, 서일본 여객철도로 이관.

## 인접 정차역
| 서일본 여객철도 산인 본선 | 서일본 여객철도 산인 본선 | 서일본 여객철도 산인 본선 |
| ------------------------- | ------------------------- | ------------------------- |
| 모로요세 교토 방면        | ■ 산인 본선               | 히가시하마 돗토리 방면    |